# Maria Àngela Astorc
Maria Àngela Astorc (Barcelona, 1 de setembre de 1592 - Múrcia, 2 de desembre de 1665) va ser una religiosa, membre de les clarisses caputxines, fundadora dels convents de l'orde a Saragossa i Múrcia. Autora mística, va ser beatificada en 1982.

## Vida

### Curació
Va néixer al si d'una família benestant de Barcelona; era la menor dels quatre fills de Cristòfol Cortei, llibreter, i de Caterina Astorc, hereva de Pere Miquel Astorc amb la condició que conservés el seu cognom en la descendència, raó per la qual va ser batejada com a Jerònima Maria Agnès Astorc. Abans de fer els quatre anys, la nena va quedar òrfena, i va ser criada per una mainadera de Sarrià. El 1599 va patir una intoxicació i la van donar per morta. La seva germana Elisabet, monja al llavors nou monestir de Clarisses Caputxines de Barcelona, va anar al seu enterrament, juntament amb la fundadora Àngela Serafina Prat; mentre preparaven l'enterrament, la nena va tornar a la vida: es va atribuir el miracle a les oracions de la mare Serafina Prat, fundadora del monestir de Clarisses-Caputxines de Santa Maria la Reial de Barcelona.
Des d'aquell moment, la nena va tenir una maduresa impròpia de l'edat, amb una gran capacitat d'aprenentatge. Va aprendre a llegir i fer costura, i tenia una gran afecció per la lectura, especialment de llibres en llatí i del breviari en particular. El 16 de setembre de 1603 va ingressar al monestir de Santa Margarida de Barcelona, de clarisses caputxines, prenent el nom de Maria Àngela. Fins al 1608 no va poder fer el noviciat, a causa de la seva edat. Mentrestant, va ser incompresa i envejada per la seva mestra, que la maltractava. Serafina Prat, superiora del monestir, va substituir aquesta mestra per Elisabet Astorc. Finalment, va professar com a monja el 8 de setembre de 1609. En 1612 va ser elegida membre del consell de la comunitat.

### Fundacions

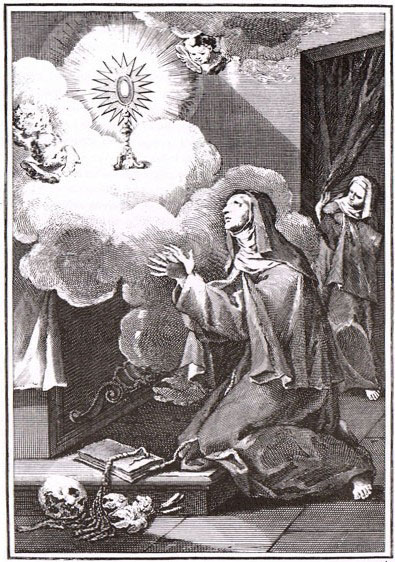
Gravat del s. XVIII amb una de les visions de la monja.

L'any 1614 va ser enviada amb el grup de monges que fundaren a Saragossa, on fou mestra de novícies i abadessa des de l'any 1626 al 1636 i altre cop l'any 1639. Hi feu de mestra de novícies (1614-1623; mestra de joves professes (1623-1626) i abadessa (1626-1642) (va haver de demanar permís a Roma, ja que no tenia l'edat mínima requerida). Va començar a escriure obretes espirituals. En 1627 va aconseguir l'aprovació per Urbà VIII de les constitucions del convent de Saragossa, que prendran com a models els altres monestirs de l'orde fins al segle xx. Molta gent acudia al monestir cercant el seu consell i consol, entre ells alguns bisbes i el virrei d'Aragó, cardenal Trivulzio, amb qui continuaria mantenint una relació epistolar quan aquest tornà a Itàlia.
L'any 1641 va demanar al P. Aleix Boixadors, Inquisidor del Regne de Múrcia, que fos el seu director espiritual. Junts, l'any següent, van començar a tramitar la fundació de Múrcia. El 29 de juliol de 1645 va fundar el nou monestir sota l'advocació de l'Exaltació del Santíssim Sagrament. Hi fou novament mestra de novícies i abadessa, i va tindre entre les deixebles Úrsula Micaela Morata. El monestir va patir la pesta de l'any 1648 i les inundacions del riu Segura dels anys 1651-53 i es va haver de refer diverses vegades.

### Malaltia i mort
L'any 1661 va renunciar al càrrec d'abadessa per sentir-se inhàbil i sense memòria. Va morir amb fama de santedat per la seva vida de pregària i de penitència i l'any 1668 es va iniciar el procés diocesà de beatificació a Múrcia, que va ser reobert l'any 1759, fins que finalment el 23 de maig de 1982 va ser declarada beata.
Segons els seus biògrafs dominava el llatí sense haver-lo estudiat gràcies a la ciència infusa, demostrada per teòlegs, canonges i prelats. Va ser molt afeccionada a la lectura de llibres de litúrgia i patrística. Per ordre del seu confessor va escriure un relat autobiogràfic i diversos escrits espirituals i cartes.

## Obra
Els seus Relatos Autobiográficos i Cuentas de Espíritu mostren la seva trajectòria espiritual i en relata les experiències místiques de 1626-1656. Havia llegit els místics del moment, com Teresa de Jesús, Joan de la Creu o Tomás de Jesús, però no s'identificava amb cap d'ells. La seva mística, però, és propera a la de Gertrudis de Helfta, una espiritualitat centrada en la litúrgia, l'escriptura i la patrística. Joan Pau II, en beatificar-la, la va anomenar la mística del Breviari. Retia una especial devoció per l'Eucaristia i la missa, com també per la Passió i el Sagrat Cor de Jesús.

## Veneració
El procés de beatificació va tenir lloc entre 1668 i 1670. El 1683 es va exhumar el cadàver, que va ser trobat incorrupte, i es va col·locar al presbiteri de l'església. Entre 1759 i 1771 té lloc un nou procés diocesà per a la beatificació i el 29 de setembre de 1850 és declarada Venerable. Mentrestant, s'havien aprovat els seus escrits i s'havia reconegut el cadàver diverses vegades.
El 1890 es va presentar el miracle necessari per a la beatificació, aprovat el 1926. La Guerra civil espanyola, però, atura de nou el procés. El sepulcre n'és profanat i el cos portat al cementiri; passada la guerra, és reconegut i portat de nou a l'església. Finalment, es reobre el procés i el 23 de maig de 1982 Joan Pau II la beatifica.